# Havørred
Havørred (Salmo trutta trutta) er den havvandrende form af arten ørred. Der findes tre livsformer for ørreden nemlig bækørred, søørred og havørred. Ørreden fødes i ferskvand og vokser op der. Hvis den vælger at forblive i vandløbet, bliver den til en bækørred. Hvis den vandrer til en sø, bliver den til en søørred. Men langt de fleste vælger at svømme ud i havet, da havørreden er den dominerende form, ligesom den var, da arten opstod. Den unge havørred "smoltificerer" i forbindelse med udvandringen til havet. Der er tale om en tilpasning, så den lille ørred kan klare overgangen fra at leve i ferskvand til at leve i saltvand. Den anlægger en sølvskinnende dragt og gennemgår fysiologiske forandringer, der gør den i stand til at udskille salt. Saltbalancen i kroppen skal holdes konstant omkring 10 promille, hvorfor ørreden i ferskvand må kunne udskille vand, mens den i havet må være i stand til at udskille salt.
Flere fiskearter formår at regulere saltindholdet i kroppen, men næppe i en grad så de kan udskifte ét vandmiljø med et andet (salt- eller ferskvand). En undtagelse er de anadrome laksefisk, laksen og havørreden samt ålen.
I havet vokser havørreden sig stor på en kost af børsteorm, tanglopper, tobiser, mysider, rejer, hundestejler, kutlinger, sild og andre småfisk. Efter opholdet i saltvand, som kan vare 1-5 år eller længere, vandrer havørreden tilbage til ferskvand for at gyde. Alle typer af ørreder, herunder bæk-, sø- og havørreder gyder i perioden oktober-februar, afhængig af vandtemperaturen og vandstanden i det enkelte vandløb. Somme tider dør fisken af udmattelse efter gydningen, andre gange overlever den, vender tilbage til havet og vokser sig endnu større, inden den kan vende tilbage og gyde flere gange.
Tidligere har man ment, at havørreden i havet holder sig tæt på det vandløb, hvor den blev født. Men nyere forskning har vist, at danske havørreder fra Limfjorden vandrer helt til Østersøen.. Formålet med den lange rejse er formentlig dels, at den her finder masser af føde, dels at når temperaturen falder om vinteren, klarer havørreden sig bedre i vand med lavere saltindhold.
Havørreden er eftertragtet af både lystfiskere og erhvervsfiskere såvel på havet som ved kysten og i åerne. En havørred har mange lighedspunkter med en laks, men der er forskelle både fysisk og adfærdsmæssigt. Kropsligt er laksen slankere, mens havørredens kropsform er mere kompakt, og halefinnen er forskellig. Begge fiskearter har en sølvglinsende jagedragt i havet og en farvet gydedragt i vandløbet.
Erhversfiskere bruger garn og ruser i jagten på havørreder. Lystfiskere bruger stang, hjul og line – og agn som flue, blink, wobler, spinner, orm, reje og tobis. Lystfiskere fisker både i å og på kysten, mens erhversfiskere som regel kun fisker havørred langs kysten. Mange fluefiskeres fortrukne bytte er havørred. Den gældende danske rekord for havørred er 15,16 kilo.
I Danmark er mindstemålet 40 centimeter. Havørreden er fredet i vandløb fra 16. november til 15. januar, dog kan fredningstiden lokalt være udvidet. I havet er farvede havørreder, det vil sige havørreder i gydedragt,  fredet fra 16. november til 15. januar.